# Gerrhonotus infernalis
Gerrhonotus infernalis är en ödleart som beskrevs av Baird 1859. Gerrhonotus infernalis ingår i släktet Gerrhonotus och familjen kopparödlor. Inga underarter finns listade i Catalogue of Life.
Arten förekommer i Texas i USA och fram till delstaterna Hidalgo och San Luis Potosí i Mexiko. Habitatet varierar mellan halvöknar, buskskogar, blandskogar och barrskogar. Individer hittas ofta i klippiga områden nära vattendrag eller källor. Några populationer lägger ägg och andra föder levande ungar. Äggen grävs ner eller de göms bakom stenar.
Ibland dödas ett exemplar av personer som har missuppfattningen att ödlan är giftig. Allmänt är Gerrhonotus infernalis vanligt förekommande. IUCN kategoriserar arten globalt som livskraftig.